# Curth Hurrle
Curth Hurrle, auch Kurt Max Georg Hurrle (* 12. Juli 1903 in Baden; † 30. November 1987), war ein deutscher Theaterschauspieler und Intendant.

## Leben und Wirken
Curth Hurrle war der Sohn von Johannes und Friederike Hurrle und wuchs in der Hauptstadt des Großherzogtums Baden auf. Er begann seine Schauspielkarriere 1927 in Würzburg, setzte diese in Rudolstadt und 1932 in München fort. Zum 1. Mai 1933 trat er der NSDAP bei (Mitgliedsnummer 2.332.333), schied aber Herbst 1934 wieder aus. In den Jahren 1934/34 war er Direktor des Stadttheaters Most in der Tschechoslowakei. In der darauffolgenden Theatersaison ging Hurrle in der gleichen Funktion an das Stadttheater nach Budweis und ab 1935 nach Teplitz-Schönau. Vor der deutschen Besetzung des Sudetenlandes wurde ihm im Mai 1938 für drei Jahre die Leitung des Stadttheaters Reichenberg übertragen.
Im September 1938 war er u. a. mit den Theaterdirektoren Nikolaus Stingl aus Eger und Alfred Huttig aus Aussig einer der Mitbegründer der Sudetendeutschen Theaterkammer, die der Vereinheitlichung des sudetendeutschen Theaterlebens nach den Richtlinien der Sudetendeutschen Partei dienen sollte.
Noch vor Ablauf des Vertrages verließ er 1939 das Theater in der „Gauhauptstadt“ Reichenberg und übernahm mit Beginn der Spielzeit 1940/1941 das Stadttheater in Nysa. In der Theatersaison 1943/1944 wechselte Hurrle an das Oberschlesische Schauspieltheater der Stadt Gleiwitz. Nach Ende des Zweiten Weltkrieges wurde Hurrle 1947 zum Intendanten der Bayerischen Staatsoperette (heute Staatstheater am Gärtnerplatz) in München ernannt und leitete den Bühnenverein. Ab 1952 war er für den Rundfunk in Stuttgart tätig und übernahm 1957 die Leitung des Theaters in Eichstätt. Im Alter von 84 Jahren starb er in Bayern.